# Moselbrücke Zeltingen

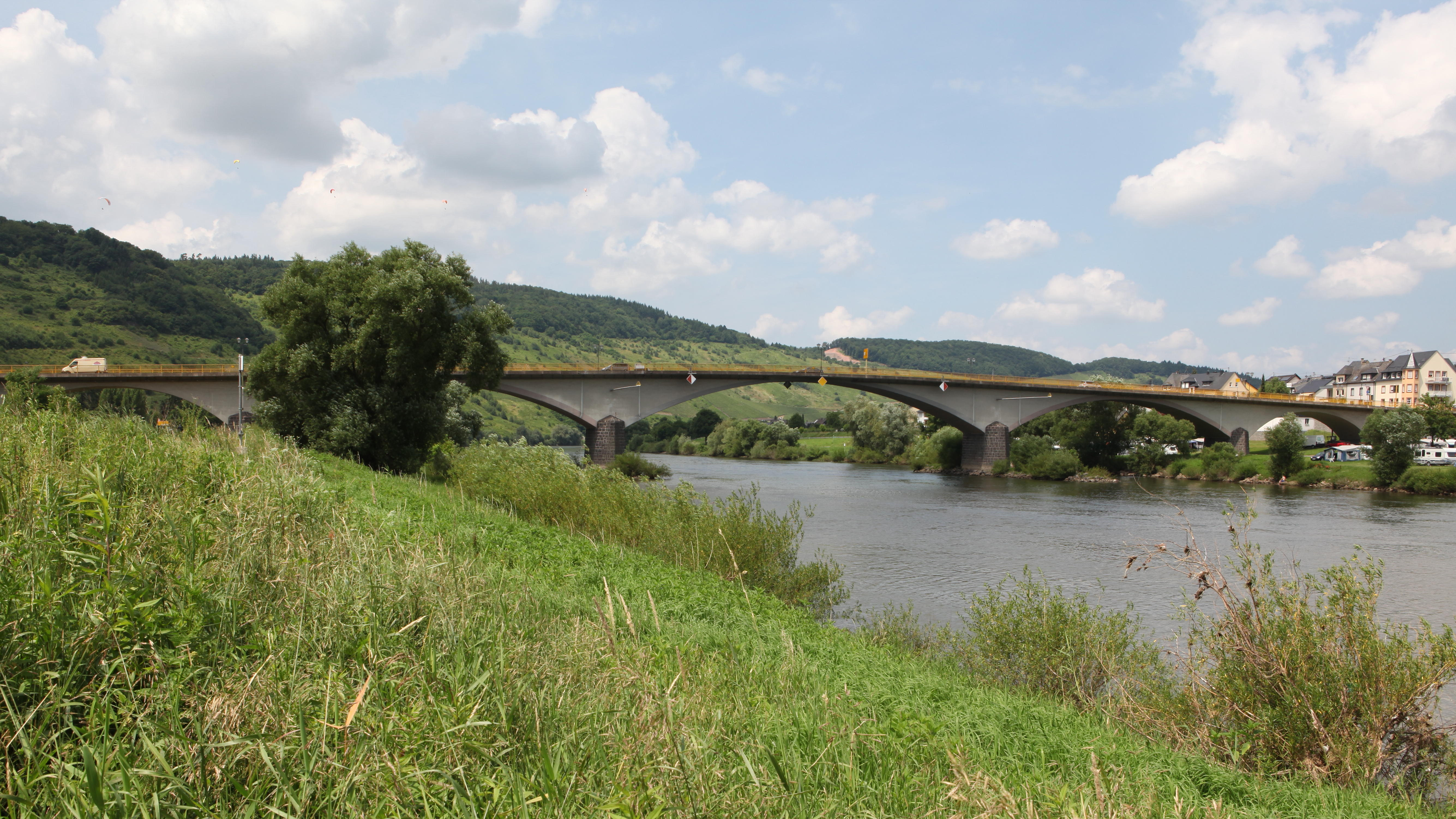
Moselbrücke Zeltingen

Die Moselbrücke Zeltingen ist eine Straßenbrücke von Zeltingen nach Wehlen etwa auf der Höhe von Kloster Machern im Landkreis Bernkastel-Wittlich in Rheinland-Pfalz.
Sie wurde 1929 erbaut
und gehört heute zur Europastraße 42, zu den Bundesstraßen 50 und 53 sowie zur Landesstraße 189.
Die Bogenbrücke mit sechs Bögen liegt am Mosel-km 122,62 und 7,50 m über HSW.
Die nahe gelegene Hochmoselbrücke von 2019 gehört zur Bundesstraße 50, liegt am Mosel-km 120,80 und 158 m über HSW.